# Alemán del Palatinado

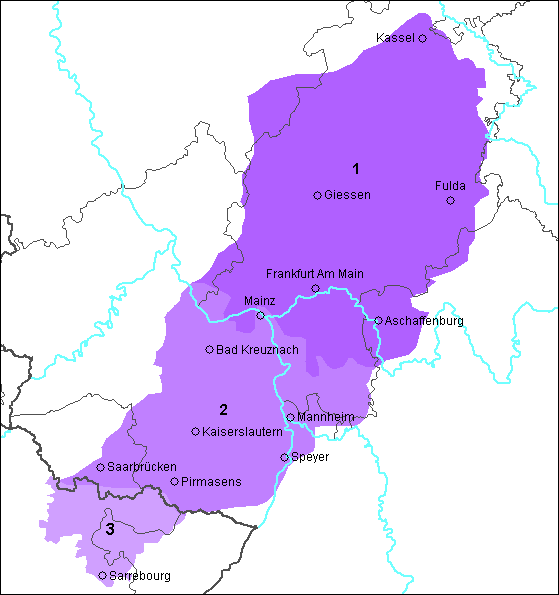
Extensión de los dialectos fráncicos renanos. En 2, los dialectos palatinos.

El alemán del Palatinado o alemán palatino (en alemán: Pfälzisch, pronunciación: /ˈp͡fɛlt͡sɪʃ/ⓘ, en alemán palatino Pälzisch) es un dialecto central occidental del alemán perteneciente a la familia del fráncico renano. Se habla en el valle del Rin, entre las ciudades de Zweibrücken, Kaiserslautern y Mannheim, en la frontera con la región de Alsacia (Francia), y en el Rin. El alemán de Pensilvania, proviene principalmente de los dialectos palatinos del alemán hablados por alemanes que emigraron a Norteamérica entre los siglos XVII y XIX y decidieron mantener sus lenguas nativas. Los suabos del Danubio en Croacia y Serbia también utilizan muchos elementos de este.
Es importante destacar que la pronunciación y la gramática varían con las regiones (incluso con los pueblos). Por el habla de los alemanes del Palatinado, se suele saber de qué zona o de qué pueblo son. Lo que tienen en común todos los dialectos del Palatinado es que no se utiliza el genitivo, así como el imperfecto del alemán.
Algunos ejemplos de las diferencias entre el alto alemán, hablado en el sur de Alemania, Baviera y Austria, y el Pfälzisch son:

## Fonética
En el Saarpfälzisch y el Vorderpälzisch no existen las diéresis en las o y las u (ö,ü). En lugar de estas se utiliza la i o la e:
| Pfälzisch       | Alto alemán | Equivalencia en español |
| --------------- | ----------- | ----------------------- |
| Meebel/Meewel   | Möbel       | mueble                  |
| greeßer         | größer      | mayor                   |
| Lewwel/Leffel   | Löffel      | cuchara                 |
| Hischel/Hiechel | Hügel       | cerro                   |
| miid            | müde        | cansado                 |

Se utiliza la ch del alemán, aunque no tiene el sonido de sch del alemán estándar:
| Pfälzisch | Alto alemán | Equivalencia en español |
| --------- | ----------- | ----------------------- |
| Isch      | Ich         | yo                      |
| Kerch     | Kirche      | iglesia                 |

Los sonidos finales a menudo no se pronuncian:
| Pfälzisch                             | Alto alemán  | Equivalencia en español |
| ------------------------------------- | ------------ | ----------------------- |
| Hund, Hunn                            | Hund, Hunde  | perro, perros           |
| Pann                                  | Pfanne       | cazuela                 |
| Lamb                                  | Lampe        | lámpara                 |
| Avv, Avve                             | Affe, Affen  | mono, monos             |
| Haus, Haiser                          | Haus, Häuser | casa, casas             |
| hann (Westpfalz)/hawwe (Vorderpfalz)  | haben        | tener                   |
| tran (Vorderpfalz)/traage (Westpfalz) | tragen       | traer                   |

La t se convierte en d o desaparece:
| Pfälzisch  | Alto alemán | Equivalencia en español |
| ---------- | ----------- | ----------------------- |
| Diir, Deer | Tür         | puerta                  |
| rischdisch | richtig     | cierto                  |
| forschbar  | furchtbar   | terrible                |

## Gramática

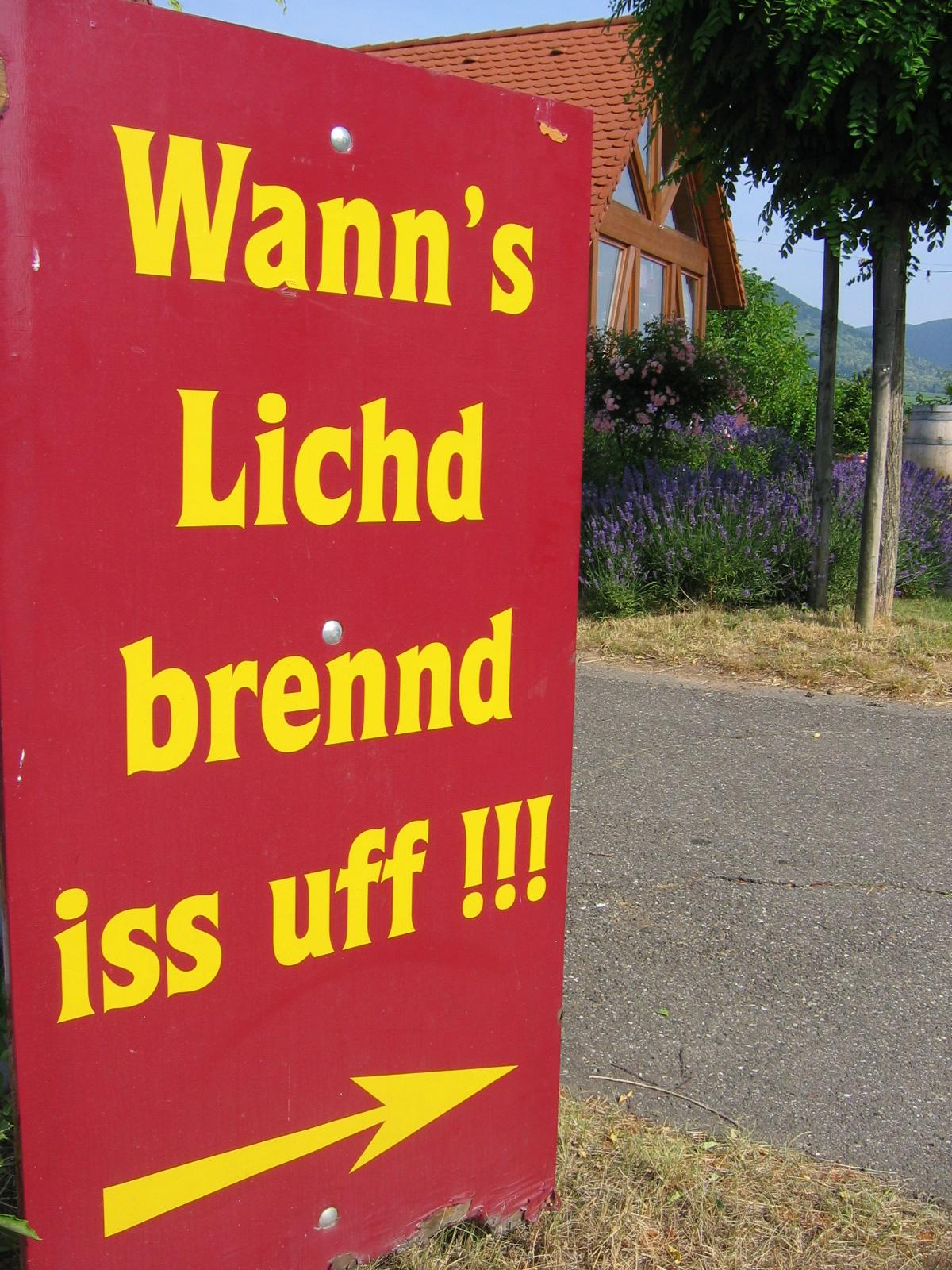
"Abierto mientras haya luz", letrero de un restaurante en la Ruta del vino alemán (Deutsche Weinstrasse)

Hay una reducción verbal y nominal con respecto al alemán estándar.

### Sistema verbal
El pfälzisch sólo tiene 4 tiempos: presente, perfecto, pluscuamperfecto y futuro simple. El imperfecto ha desaparecido hasta pocas formas restantes en los verbos auxiliares y es sustituido por el perfecto.

### Sistema nominal
El genitivo no existe, y se sustituye por construcciones auxiliares con la ayuda del dativo.

### Pronombres
Los pronombres personales difieren del alemán estándar. Existen pronombres acentuados o tónicos y pronombres no acentuados o átonos:
Acentuados o tónicos: 
"ich" (yo): isch, mir, misch
"du" (tú): du, dir, disch
"er/ sie / es" (él, ella, ello): der, dem, den / die, derre, die / des, dem, des
"wir" (nosotros): mir, uos, uns
"ihr" (vosotros): ihr, eisch, ei(s)ch
"sie" (ellos): die, denne, die
No acentuados o átonos:
"ich" (yo): isch, ma, misch
"du" (tú): (d), da, disch
"er/ sie /es" (él/ella/ello): a, (e)m, (e)n / se, re, se / s, (e)m, s
"wir": ma, uns, uns
"ihr" (vosotros): (d)a, eisch, ei(s)ch
"sie" (ellos): se, ne, se
Ejemplos de pronombresátonos:
- Wenn du meinst (Si tú piensas) - wann (d) meensch(t)
- Wenn er meint (Si él piensa) - wann a meent
- Wenn ihr meint (Si vosotros pensáis) - wann a meene
- Wenn sie meinen (Si ellos piensan) - wann se meene

### Artículo y géneros gramaticales
Cómo es común en la zona sur de Alemania, a las personas se las denomina mediante el artículo y los apellidos se adelantan:
La frase Peter Meier va a Müllers en alemán estándar es Peter Meier geht zu Müllers, y traducido a pfälzisch es De Meier Peder geht zu's Millers.
En pfälzisch hay tres géneros (sus artículos determinados son: de, die, es). El artículo indeterminado e en el Westpfälzisch se usa para los tres géneros, en el Vorderpfälzisch existen los artículos en (masculino) y e/enni (femenino, átono y tónico). Los femeninos son normalmente neutros (a excepción del Vorderpfälzisch).
En los femeninos:
- En el Westpfälzisch se usa el neutro cuando: normalmente siempre si el nombre está solo; con chicas pequeñas y mujeres jóvenes; si se trata de una conocida; si una relación se expresa como relación de propiedad.
- Se usa el femenino cuando: si la persona se considera indirectamente y el género o terminación lo requieren; si se tiene el sentimiento de que la forma neutra no es adecuada; cuando hablamos de una persona eminente o que está lejos.

Se observa un crecimiento en el área urbana de Kaiserslautern y Pirmasens del uso de die en vez de es ante los nombres femeninos.

La vocal en kaufen, laufen en el Palatinado
Distribución de las formas hat y hot como 3ª persona del singular de "haben" (tener)
Distribución de las formas de la 1ª persona del singular de "haben"

## Vocabulario
En el vocabulario se encuentran (sobre todo en la población más envejecida) algunas palabras del francés como Lawabo (de lavabo), Bottschamber (de pot de chambre, "orinal") o Hussjeh (de huissier) y del yídish como Kazuff (para referirse a los carniceros) o Zores (para referirse a una pelea). Estos préstamos se deben a la proximidad geográfica del Palatinado con Francia.
Son características las locuciones "Ah jo", del alemán estándar: "sí, claro" y "Alla hopp"/"Alla guud", del alemán estándar "venga pues". Se pueden encontrar similitudes con otras expresiones como "allà jeeh" del dialecto de Eifel o cómo "ha noi" del dialecto de Baden.
El vocabulario escrito del pfälzisch se encuentra clasificado en el Pfälzisches Wörterbuch.

## Sociología delpfälzisch
Debido a la estructura rural del espacio de difusión del pfälzisch, este dialecto es uno de los más fuertemente arraigados en la población; se habla incluso en las empresas, la administración y la política. Sobre todo en el Westpfalz (Palatinado occidental) y el Südpfalz (Palatinado meridional), donde es una lengua que se utiliza en las aulas de escuelas e institutos de manera no oficial. También se usa en juzgados, como por ejemplo el de Pirmasens.
Principalmente, hay un escepticismo, e incluso resistencia, a hablar alemán entre los jóvenes. Hay que destacar que en la escuela primaria, muchos niños del Westpfalz hablan generalmente alemán estándar, mientras que en la pubertad, por procesos dinámicos, se incrementa el habla y el uso del pfälzisch.
Todos los habitantes del Palatinado acaban entendiendo el pfälzisch tarde o temprano porque lo oyen por todas partes, por lo tanto, constituye un esfuerzo pequeño el aprender a hablarlo. Al hablar alemán se puede percibir el acento pfälzisch, aunque esto no representa ningún problema. Helmut Kohl como antiguo canciller federal, podría ser el ejemplo más conocido de esta aceptación.

## Subdialectos delpfälzisch

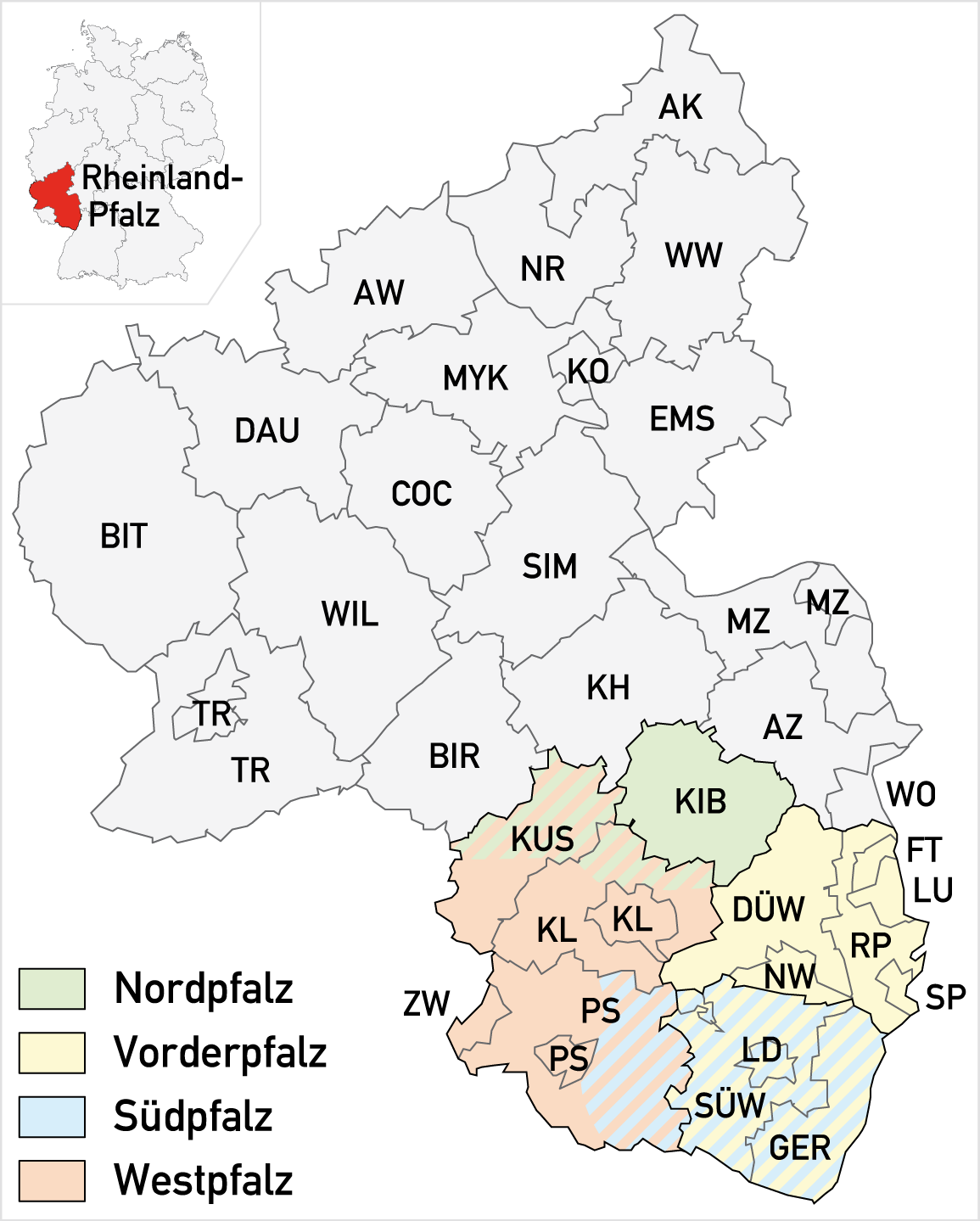
Distribución geográfica del Nordpfalz, Westpfalz, Vordrerpfalz y Südpfalz.

### El Padrenuestro
- Südpfälzisch, pfälzisch meridional:

Unser Vadder im Himmel / Dei(n) Name sell heilich sei, / Dei Kenichsherrschaft sell kumme, / Dei(n) Wille sell gschehe / uf de Erd genauso wie im Himmel. / Geb uns heit das Brot, was mer de Daach brauchen, / un vergeb uns unser Schuld / genauso wie mir denne vergewwe, wo an uns schuldich worre sin. / Un fiehr uns nit in Versuchung, / rett uns awwer vum Beese. / Dir gheert jo die Herrschaft / un die Kraft / un die Herrlichkeit / bis in alli Ewichkeit. / Amen.
- Westpfälzisch, pfälzisch occidental:

Unser Babbe im Himmel / Dei Nåme soll heilich sinn, / Dei Reich soll komme, / Was de willsch, soll basseere / uf de Erd grad wie im Himmel. / Geb uns heit es Brot, was mer de Daach iwwer brauche, / un vergeb uns unser Schuld / genauso wie mer dene vergewwe, wo uns Unrecht geduhn hann.* / Un fiehr uns net in Versuchung, / sondern* erlees uns vum Beese. / Weil der jo es Reich geheert / un die Kraft / un die Herrlichkäät / bis in alli Ewichkäät. / Amen.
- Saarpfälzisch, pfälzisch del Sarre:

Unser Vadder obbe im Himmel / Geheilischd soll dei Name sinn / Dei Reich soll komme / Was de willsch, soll bassiere / Im Himmel genau wie uff de Erd / Gebb uns heit ess Brod, wo mer de Daa iwwer brauche / Unn ve(r)gebb uns unser Schuld, / Wie a mir unsre Schuldischer ve(r)gebbe. / Unn fihr uns nedd in Vesuchung / sunnern* erlees uns vom Beese / Weil derr jo es Reich geheerd / unn die Kraft / unn die Herrlischkääd / biss in alli Ewischkäät / Ame.
- Vorderpfälzisch, pfälzisch oriental:

Unser Vadder im Himmel / Doi(n) Nåme soll heilisch soi, / Doi Reisch soll kumme, / Des wu du willschd, soll bassiere / wie im Himmel, so aach uff de Erd / Unser däglisch Brod geb uns heid, un vergebb uns unser Schuld / genauso wie mer denne vergewwe, wo an uns schuldisch worre sin. / Un duh uns ned in Versuchung fihre, / sondern* erlees uns vum Beese. / Weil dir es Reisch g(e)heerd / un die Kraft / und die Herrlischkeid / in Ewischkeid. / Aamen.

## Poesía y literatura
Existe una poesía lírica y de prosa en pfälzisch que es escrita sobre todo por poetas autóctonos populares. En este género se encuentran elementos que son indispensables para una lengua que tiene un desarrollo literario bastante pobre. La poesía suele tener temáticas humorísticas y a veces trata sobre el llamado Weck, Worscht un Woi, un plato típico del Palatinado.
En la competición anual Pfälzischer Mundartdichterwettstreit se pueden ver los frutos de esta poesía en pfälzisch. La lírica del dialecto moderno produce, por ejemplo, poemas a niveles literarios altos y de (al contrario de la tradición) contenido vanguardista, hay también enfoques a dramas modernos. Este último es el sector principal del que se hace la representación escénica, que la competición de Mundartwettbewerb Dannstadter Höhe ofrece desde el cambio de milenio.
La literatura en dialecto apareció como poesía popular y con los géneros principales de poema, sainete y narración oral. El dialecto tiene lagunas de producción literaria en algunos tramos de la historia debido a periodos complicados en el Palatinado. Ha habido intentos de crear formas de prosa largas en pfälzisch, como por ejemplo novelas, si bien todavía nadie ha logrado un resultado notable en esta tarea. Predominan las antologías de contenido pensativo y/o humorístico.
Franz de Kobell (1803-1882), nacido en Múnich, era de una familia de pintores de Mannheim. Kobell fue un poeta del pfälzisch, que encontraba problemas al escribir en su dialecto:
Wer kann 'n liewe Glockeklang
so schreiwe, wie er klingt.
Un wer kann schreiwe mit de Schrift,
wie schee e Amsel singt?
Des kann mit aller Müh kee Mensch,
denk nor e bißche nooch.
Un wie mit Glock un Vochelsang
is 's mit de Pälzer Sprooch.
La obra más conocida de la literatura en pfälzisch es de Paul Münchs (1879-1951) "Die Pälzisch Weltgeschicht" (1909). Tiene un estilo de lírica humorística y epopeya en verso. La representación absolutamente autoirónica de los habitantes del Palatinado como corona de la creación y el Palatinado como centro del mundo marca el estilo y la temática la obra. Entre los autores contemporáneos que utilizan el dialecto también figuran escritores como por ejemplo Arno Reinfrank, nacido en Mannheim (1934-2001), Michael Bauer y Albert H. Keil (ambos nacidos en 1947) así como Bruno Hain (1954). Este círculo de escritores se ha fijado como objetivo el fomentar la literatura en pfälzisch en su espacio lingüístico.
También se han editado ejemplares en pfälzisch de libros internacionales como por ejemplo Astérix el galo o El Principito.

### Libros
- Rudolf Post: Pfälzisch. Einführung in eine Sprachlandschaft. 2., aktualisierte und erweiterte Auflage. Pfälzische Verlagsanstalt, Landau/Pfalz 1992, ISBN 3-87629-183-6
- Pfälzisches Wörterbuch. Begründet von Ernst Christmann, fortgeführt von Julius Krämer, bearbeitet von Rudolf Post, 6 Bände und 1 Beiheft. Franz Steiner Verlag, Wiesbaden/Stuttgart 1965–1998, ISBN 3-515-02928-1
- Rudolf Post: Kleines Pfälzisches Wörterbuch. Verlag Edition Tintenfaß, Neckarsteinach 2000, ISBN 3-937467-05-X
- Michael Konrad: Saach blooß. Geheimnisse des Pfälzischen. Rheinpfalz Verlag, Ludwigshafen 2006, ISBN 3-937752-02-1

## Traducciones

### Expresiones
| Pfälzisch                                                       | Alto alemán                                                   | Equivalencia en español                        |
| --------------------------------------------------------------- | ------------------------------------------------------------- | ---------------------------------------------- |
| Nit/Net                                                         | Nicht                                                         | No                                             |
| Moin/Moahje                                                     | Guten Morgen                                                  | Buenos días (mañana)                           |
| Tach                                                            | Guten Tag                                                     | Buenos días                                    |
| Amend / Oomds                                                   | Guten Abend                                                   | Buenas tardes                                  |
| Aaller                                                          | Auf Wiedersehen                                               | Adiós                                          |
| Unn, sunsch...                                                  | Wie geht's                                                    | ¿Cómo estás?                                   |
| soi                                                             | sein                                                          | Su (posesivo)                                  |
| unser                                                           | unsere                                                        | Nuestro                                        |
| ebbes                                                           | etwas                                                         | Algo                                           |
| Abber net, dasse vor 6 aanruufsch                               | Wecken Sie mich bitte um 6.00 Uhr                             | Despiérteme a las 6:00                         |
| Kannsch ma mo saan, wo do de Abort is?                          | Wo ist die Toilette?                                          | ¿Dónde está el lavabo?                         |
| Ei mir fliehn middem Fluchzeisch                                | Wir fliegen mit dem Flugzeug                                  | Nosotros volamos en avión                      |
| Komm, stell dich net so draan                                   | Das kannst Du schon!                                          | Ya lo puedes hacer                             |
| Kannsches widder net, komm los mich mo                          | Soll ich der helfe?                                           | ¿Te tengo que ayudar?                          |
| Isch habb'se m schunn verzehlt, awwer där hot mer's nit geglawt | Ich hab's ihm schon erzählt, aber er hats mir nicht geglaubt  | Yo ya se lo he explicado, pero no me ha creído |
| Isch kann do nett zugugge                                       | Das sieht nicht gut aus                                       | Esto no tiene buena pinta                      |
| Komm geh fort, vezeehl ma nix!                                  | Glaubst Du wirklich?                                          | ¿De verdad lo crees?                           |
| Aller guud                                                      | In Ordnung                                                    | De acuerdo                                     |
| Joh, noher heilsche widder                                      | Das könnte gefährlich werden                                  | Esto podría ser peligroso                      |
| Du musch dei Blumestock gieße, sunsch verderdada!               | Du mußt Deinen Blumenstock gießen, sonst trocknet er Dir aus! | ¡Tienes que regar tus plantas, si no se secan! |
| Abber dabber reduur serigg                                      | Kommen Sie bitte noch einmal zurück                           | Por favor, vuelva de nuevo                     |
| Hopp, desdo is e bisje aarisch                                  | Das ist ziemlich übertrieben                                  | Esto es bastante exagerado                     |
| Her uff ne zu uuze, ich saa das                                 | Ärger ihn bitte nicht                                         | No lo enfadéis, por favor                      |
| Babbel net!                                                     | Sei ruhig                                                     | No te preocupes                                |
| Don kansche lang waade                                          | Das kann dauern                                               | Esto puede tardar                              |
| Hasche au Hunger?                                               | Hast du auch Hunger?                                          | ¿Tú también tienes hambre?                     |

### Topónimos

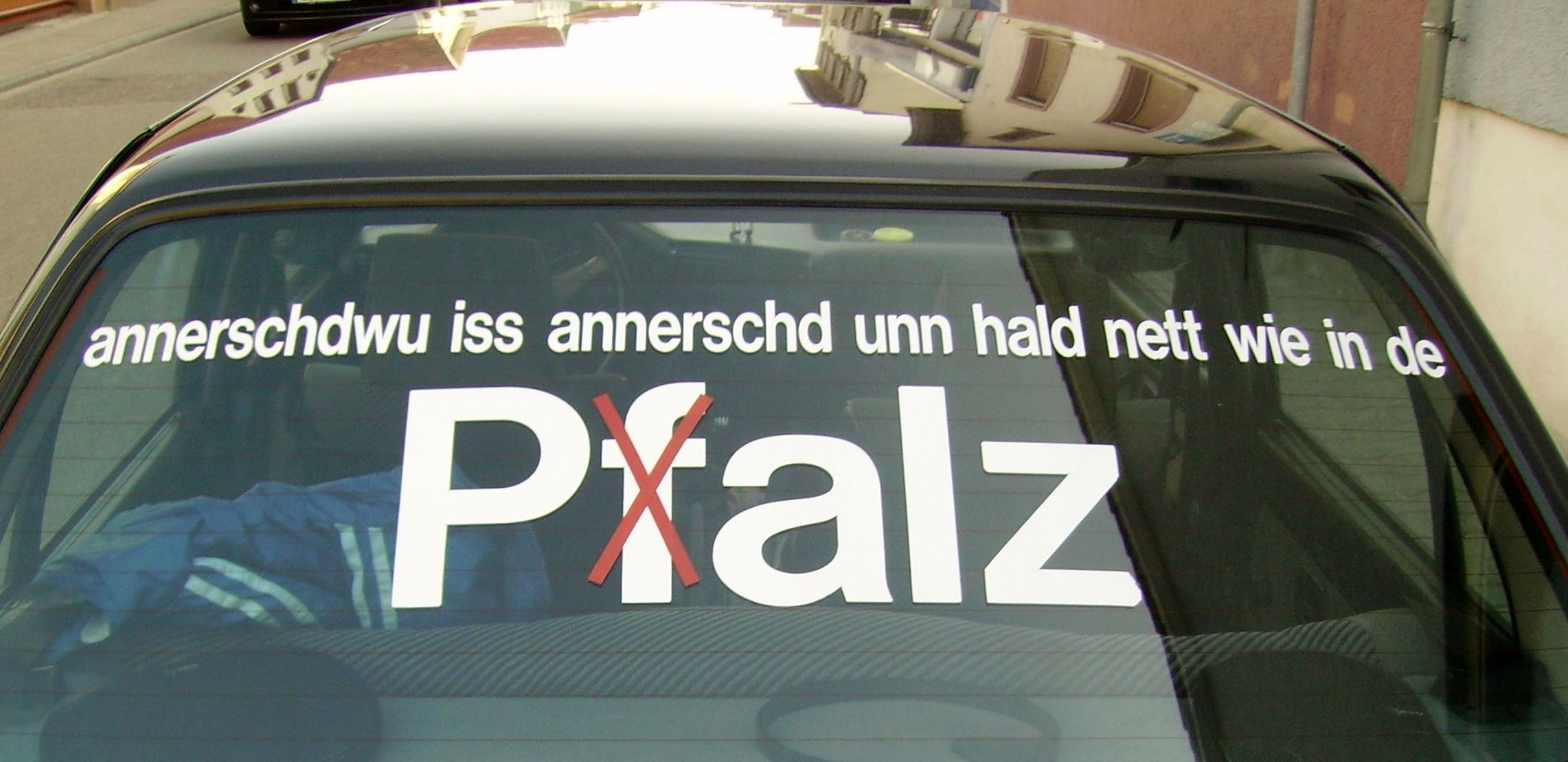
"En otro lugar debe de ser diferente, pero en ninguna parte como en el Palatinado", escrito en la luna de un coche en Frankenthal

| Pfälzisch  | Alto alemán  | Equivalencia en español |
| ---------- | ------------ | ----------------------- |
| Palz       | Pfalz        | Palatinado              |
| Zweebrigge | Zweibrücken  | Zweibrücken             |
| Bermesens  | Pirmasens    | Pirmasens               |
| Humbuisch  | Homburg      | Homburg                 |
| Nerrische  | Niederhausen | Niederhausen            |
| Aldem      | Altheim      | Altheim                 |
| Heeschde   | Hauenstein   | Hauenstein              |
| Wallbe     | Wallhalben   | Wallhalben              |
| Mertshee   | Martinshöhe  | Martinshöhe             |

### Objetos
| Pfälzisch                        | Alto alemán                    | Equivalencia en español            |
| -------------------------------- | ------------------------------ | ---------------------------------- |
| Spielmittel, uffspiele           | Spülmittel, abspülen           | jabón lavaplatos, lavar los platos |
| Schissel, Haabe, Schiddeldippche | Schüssel, Topf, Schüttelbecher | vajilla, olla, coctelera           |
| Bicheleise                       | Bügeleisen                     | plancha                            |
| Biechelche                       | Büchlein                       | libreta/cuaderno                   |
| Feierzeisch                      | Feuerzeug                      | mechero                            |
| Aschebescher                     | Aschenbecher                   | cenicero                           |
| Milleemer                        | Mülleimer                      | papelera                           |
| Trickler                         | Wäschetrockner                 | secadora                           |
| Dor                              | Tor                            | puerta                             |

### Oficios
| Pfälzisch    | Alto alemán | Equivalencia en español |
| ------------ | ----------- | ----------------------- |
| Ärwett       | Arbeit      | trabajo                 |
| Metzjer      | Metzger     | carnicero               |
| Moler        | Maler       | pintor                  |
| Schweeßer    | Schweißer   | soldador                |
| Meeschder    | Meister     | maestro                 |
| Elektrischer | Elektriker  | electricista            |

### Comida
| Pfälzisch        | Alto alemán    | Equivalencia en español   |
| ---------------- | -------------- | ------------------------- |
| Breetcha/Weck    | Brötchen       | panecillos                |
| Fusch            | Fisch          | pescado                   |
| Worschd          | Wurst          | embutido                  |
| Fleeschkees      | Fleischkäse    | sobrasada (similar)       |
| Fleeschkichelcha | Frikadellen    | hamburguesas (similar)    |
| Schwaademaa      | Schwartenmagen | morcilla blanca (similar) |
| Stambes          | Kartoffelpüree | puré de patatas           |
| Grummbeere       | Kartoffeln     | patatas                   |
| Plunz            | Blutwurst      | morcilla negra (similar)  |
| Hambuia          | Hamburger      | hamburguesa               |
| Quetsche         | Zwetschgen     | ciruelas                  |
| Truschele        | Stachelbeeren  | uvas espinosas            |
| Gelleriebe       | Karotten       | zanahorias                |
| Abbel            | Apfel          | manzana                   |

### Animales
| Pfälzisch         | Alto alemán      | Equivalencia en español |
| ----------------- | ---------------- | ----------------------- |
| Fochel, Fechelche | Vogel, Vögelchen | ave, aves               |
| Schoof            | Schaaf           | oveja                   |
| Reenwoam/Rejewoam | Regenwurm        | gusano                  |
| Mick              | Fliege           | mosca                   |
| Elwetritsch       | Elwedritsche     | Elwedritsche (leyenda)  |
| Mais              | Mäuse            | ratones                 |
| Lais              | Läuse            | piojo                   |
| Schnoog(e)        | Mücke            | mosquito                |

### Baño
| Pfälzisch   | Alto alemán | Equivalencia en español |
| ----------- | ----------- | ----------------------- |
| Seef        | Seife       | jabón                   |
| Weschlumbe  | Waschlappen | toalla                  |
| Schambuu    | Shampoo     | champú                  |
| Zahnberscht | Zahnbürste  | cepillo de dientes      |

### Otros
| Pfälzisch       | Alto alemán | Equivalencia en español |
| --------------- | ----------- | ----------------------- |
| Krischdkindsche | Christkind  | niño Jesús              |
| Bääm            | Bäume       | árboles                 |
| Schdää          | Stein       | piedra                  |